# اوست‌یورت

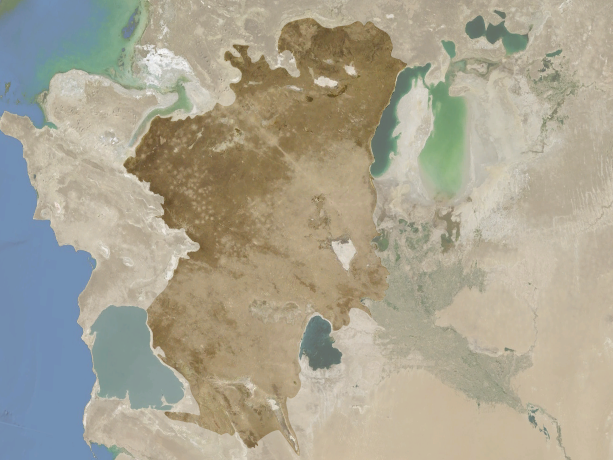
نقشه

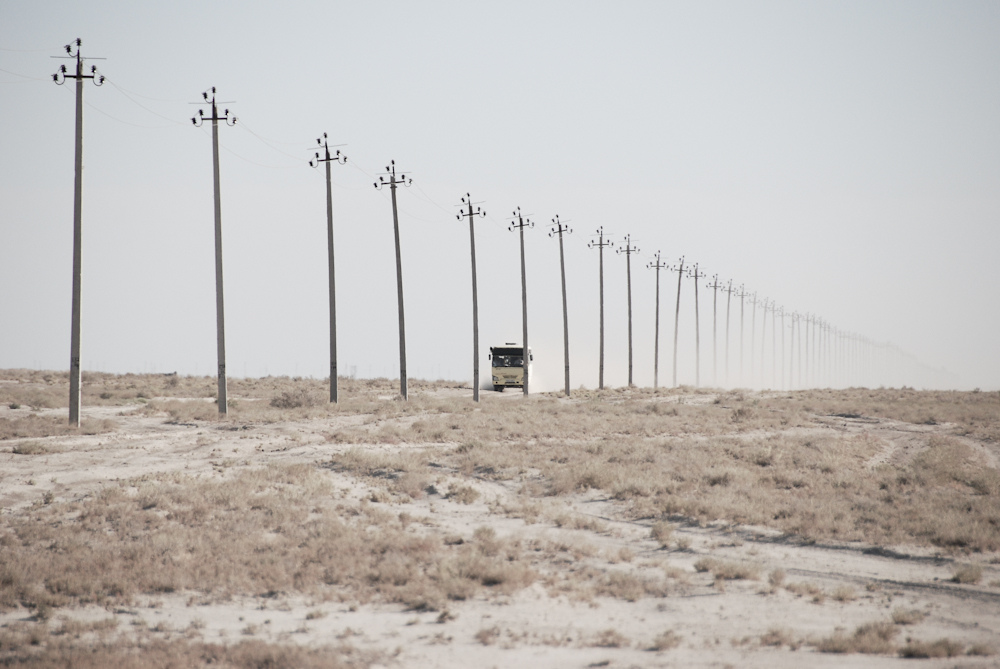
اوست‌یورت. ازبکستان.

فلات اوست‌یورت (قزاقی: U'stirt به معنی 'زادبوم مرتفع') فلاتی است در آسیای مرکزی واقع در ازبکستان و قزاقستان. این فلات از از سمت شمال شرق به دریاچه آرال و از شرق به دلتای آمودریا محدود می‌شود. در سمت شمال غرب آن شبه‌جزیره سیاه‌کوه (مین‌قشلاق) و در جنوب غرب آن خلیج قره‌بُغاز قرار گرفته است. گستره اوست‌یورت حدود ۲۰۰ هزار کیلومتر مربع است و میانگین بلندای آن ۱۵۰ متر از سطح دریاست. بیشتر خاک آن را بیابان‌های شنی و سنگی تشکیل داده‌اند. بلندترین نقطه این فلات ۳۶۵ متر ارتفاع دارد که در جنوب غربی آن قرار گرفته است.
ساکنان این فلات نیمه‌کوچه‌نشین‌اند و گوسفند بز و شتر پرورش می‌دهند. در کناره‌های خود این فلات با شیب زیادی به دریاچه آرال و دشت‌های مجاور می‌پیوندند. ذخایر نفت و گاز در غرب فلات واقع شده‌اند. یوزپلنگ آسیایی و ببر مازندران در قدیم در این محدوده زندگی می‌کردند. قزاقستان برای حفاظت از جانداران ویژه‌ای چون گوسفند سرخ افغان و کل سکایی در این ناحیه ذخیره‌گاه حفاظت‌شده منابع طبیعی ایجاد کرده است. شیرقلعه از کوه‌های دیدنی منطقه است.